# Aleksander Broda (podoficer)
Aleksander Broda (ur. 17 lipca 1899 w Wąsowie, zm. 5 września 1939 w okolicach Krośniewic) – żołnierz armii niemieckiej, powstaniec wielkopolski, podoficer Wojska Polskiego w II Rzeczypospolitej. Kawaler Orderu Virtuti Militari.

## Życiorys
Urodził się w Wąsowie, w rodzinie Józefa i Aleksandry z Kandulskich. Absolwent szkoły ludowej. W 1917 powołany został do armii niemieckiej. W grudniu 1918 wstąpił do oddziałów powstańczych i walczył w powstaniu wielkopolskim. W 1919 został żołnierzem 1 Dywizji Strzelców Wielkopolskich. Tam awansowany na stopień kaprala. W szeregach 2 pułku strzelców wielkopolskich walczył na froncie polsko-bolszewickim. Pod Słonimiem dostał się do niewoli, skąd po ucieczce wrócił do jednostki. Za udział w walkach został odznaczony Krzyżem Srebrnym Orderu „Virtuti Militari”.
Po wojnie został awansowany do stopnia tytularnego sierżanta. Od 1935, zwolniony z wojska, prowadził w Krotoszynie restaurację. W 1939 powołany powtórnie do wojska. Walczył w szeregach 56 pułku piechoty. Zginął wskutek bombardowania przy szosie Kutno-Kłodawa. Pochowany został prawdopodobnie na cmentarzu w Krośniewicach.
Żonaty z Zofią z Nochelskich, miał syna Eugeniusza (ur. 1928) i Zdzisława (1932) oraz córkę Mirosławę (1930). 

## Ordery i odznaczenia
- Krzyż Srebrny Orderu Virtuti Militari nr 2406[1] (?)[a]